# Kamieńsk
Kamieńsk é um município da Polônia, na voivodia de Łódź e no condado de Radomsko. Estende-se por uma área de 11,99 km², com 2 841 habitantes, segundo os censos de 2016, com uma densidade de 236,9 hab/km².